# Jan Kees de Jager
Jan Cornelis (Jan Kees) de Jager (Kapelle, 10 februari 1969) is een Nederlands voormalig politicus en econoom. Namens het CDA was hij van 2010 tot 2012 minister van Financiën in het kabinet-Rutte I.

## Opleiding en maatschappelijke carrière
De Jager studeerde aan de Universiteit Nyenrode waar hij in 1990 een Bachelor of Business Administration behaalde. Daarna studeerde hij aan de Erasmus Universiteit waar hij in 1994 zijn doctoraalexamen behaalde in twee afstudeerrichtingen, namelijk sociologische economie en bedrijfseconomie. Ook studeerde hij in 1996 af in Nederlands recht aan dezelfde universiteit.
Naast zijn werkzaamheden als managing partner van het Rotterdamse internetbedrijf ISM eCompany (waarvan hij in 1992 mede-oprichter was) is De Jager maatschappelijk betrokken bij verschillende activiteiten. Hij was lid van het hoofdbestuur van het CDA en van velerlei organisaties op maatschappelijk en economisch terrein. Voor zijn bijdrage aan het succes van het bedrijf waar hij voor werkte en zijn inspanningen in diverse ICT- en innovatiegerichte nevenactiviteiten ontving De Jager de ICT Personality 2006 Award van brancheorganisatie ICT~Office.
Op 1 november 2014 volgde hij interim Steven van Schilfgaarde op als financieel directeur bij KPN, een functie die hij tot 1 maart 2020 vervulde.
In maart 2018 werd hij door het ministerie van Binnenlandse Zaken en Koninkrijksrelaties benoemd als voorzitter van de bestuurlijke stuurgroep renovatie Binnenhof die namens de gebruikers van de gebouwen toezicht zal houden op de werkzaamheden.  Hij werd in 2019 opgevolgd door Alexander Pechtold.
Sinds april 2019 is De Jager lid van KLM's raad van toezicht.

## Politieke carrière

### Staatssecretariaat

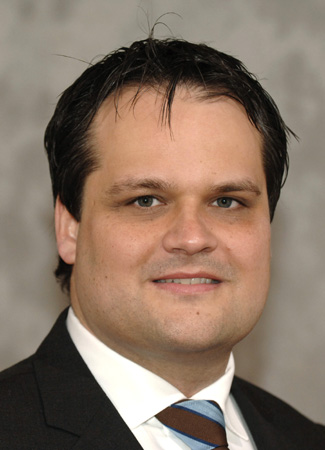
De Jager als staatssecretaris in 2007

De Jager was vanaf 22 februari 2007 staatssecretaris van Financiën in het kabinet-Balkenende IV. Zijn portefeuille was Fiscale Zaken. Nog voor zijn benoeming bracht Nova een nieuwsitem over een bedrijf waar De Jager aandeelhouder van was. Dit bedrijf, Codim, bleek een achterstand te hebben in de afdracht van pensioenpremies aan een verzekeringsmaatschappij. Tot een echte rel kwam het niet; de premies zijn alsnog betaald en De Jager was geen bestuurder van Codim toen de achterstand geconstateerd werd. Hij was echter wel directeur van Codim in het eerste halfjaar van 2006, in een periode waarin de bewuste premies niet betaald werden.
Naar aanleiding van deze berichtgeving in Nova en Volkskrant verzocht De Jager een onderzoek. De commissie onder leiding van Amandus Lundqvist rapporteerde op 28 juni 2007 haar bevindingen. Er waren wel "onvolkomenheden en kinderziektes" zoals die in organisaties aanwezig kunnen zijn, maar die werden niet ernstig geacht.
De Jager gaf bij zijn aantreden aan zich met name te willen richten op de bevordering van (innovatief) ondernemerschap, vergroening van het fiscale stelsel en vereenvoudiging in de belastingen. In de twee Belastingplannen die De Jager presenteerde komen deze thema’s terug.
Volgens De Jager horen maatschappelijke kosten die ontstaan door milieuvervuiling in marktprijzen tot uitdrukking te komen. Dat kan door middel van belastingen. Het eerste Belastingplan dat De Jager presenteerde (Prinsjesdag 2007) bevatte dan ook veel maatregelen die gericht waren op vergroening, zoals de lagere bijtelling van 14% voor zeer zuinige leaseauto’s, en de CO2-toeslag voor zeer onzuinige auto’s ('slurptaks'). In stappen zal de grondslag van de aanschafbelasting op auto’s omgebouwd worden van catalogusprijs naar CO2-uitstoot.
De Jager verlaagde de belastingdruk in de vennootschapsbelasting. De MKB winstvrijstelling en startersaftrek werden verhoogd. De Jager heeft aangekondigd de MKB-winstvrijstelling verder te willen verhogen en ook het urencriterium voor de MKB-winstvrijstelling af te willen schaffen. Met deze maatregel zouden ook deeltijd- en hybride ondernemers toegang krijgen tot een deel van de ondernemersfaciliteiten.
Door verhoging van de grens voor de kwartaalaangifte Omzetbelasting hoeven ondernemers minder vaak aangifte omzetbelasting te doen. De eerstedagsmeldingen werden afgeschaft. De Jager heeft aangekondigd nog flinke vereenvoudigingen te willen doorvoeren in de vennootschapsbelasting, de successierechten en de loonbelasting.
De Jager heeft voorstellen gedaan voor herziening van de Successiewet. De tarieven worden verlaagd, vrijstellingen voor partners en kinderen gaan omhoog en constructies om de wet te ontduiken worden aangepakt.

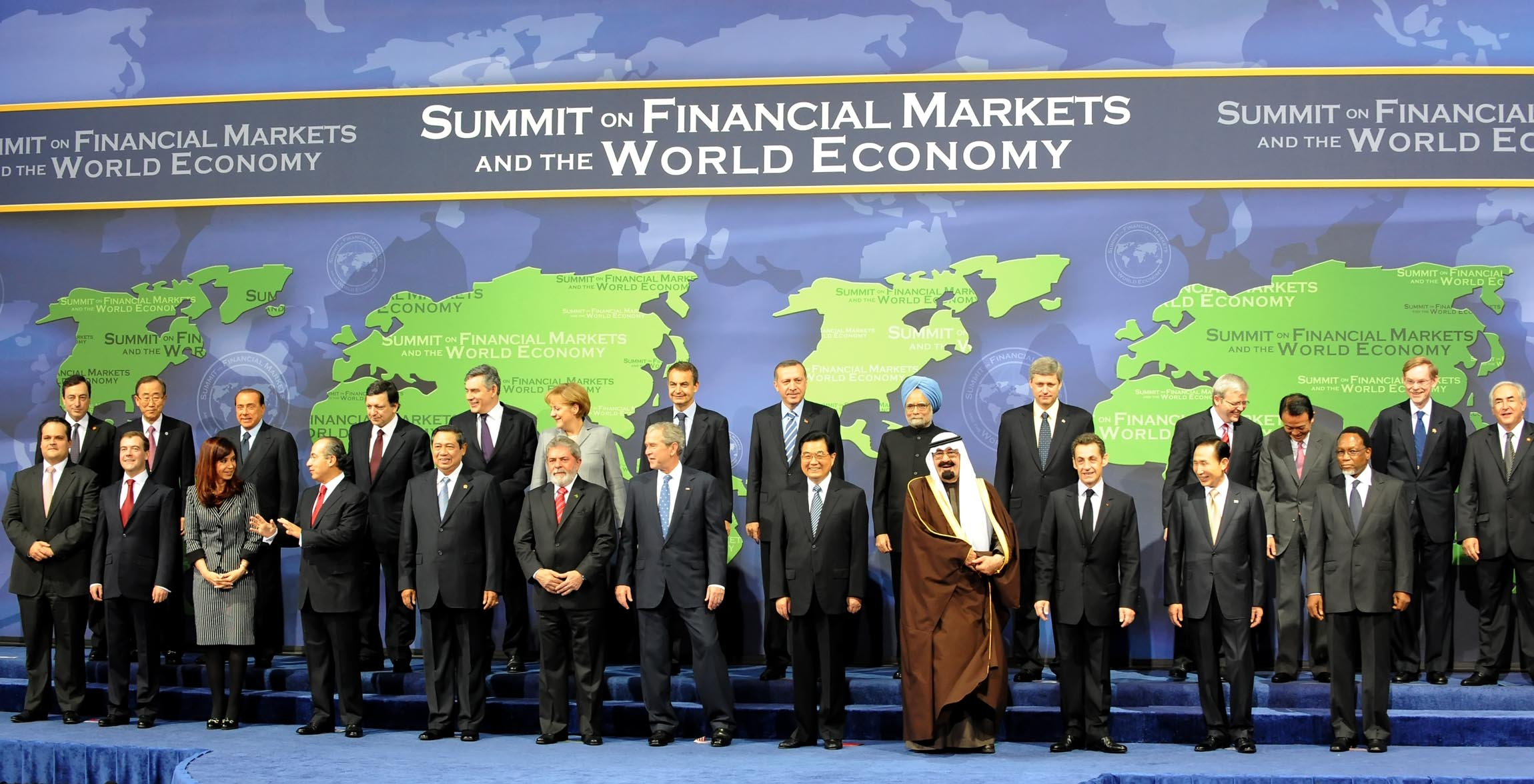
De Jager (voorste rij, geheel links) tijdens de G20-top te Washington

De Jager nam (als gevolg van het plotselinge overlijden van de vader van premier Balkenende) onverwacht deel aan de G20-top over de financiële crisis in Washington op 15 en 16 november 2008. De Jager zou eigenlijk deelnemen als waarnemend minister van Financiën aan het programma van de Finance ministers. Na overleg met het Witte Huis werd besloten dat De Jager (die op dat moment de hoogste vertegenwoordiger van de regering in Washington was) kon deelnemen aan de top als regeringsleider. De Jager bepleitte bij de Nederlandse inbreng de noodzaak om het toezicht te verbeteren met een prominentere rol van het IMF en de Wereldbank, het tegengaan van perverse prikkels zoals bonussen die uitsluitend gebaseerd zijn op kortetermijnwinsten, en de noodzaak van vrije wereldhandel.

### Minister van Financiën
Op 23 februari 2010 werd De Jager na het aftreden van Wouter Bos, en met hem alle PvdA-bewindslieden uit het kabinet-Balkenende IV, demissionair minister van Financiën. Hij werkte onder andere aan de begroting voor 2011. Op 14 oktober 2010 werd De Jager opnieuw minister van Financiën in het kabinet-Rutte I, met als staatssecretaris Frans Weekers.
Op 26 april 2012 maakte De Jager bekend zich niet beschikbaar te stellen voor het partijleiderschap voor de Tweede Kamerverkiezingen in september 2012, en zich niet verkiesbaar te stellen voor de nieuwe Tweede Kamer. Een terugkomst als minister in een eventueel kabinet waaraan het CDA deelneemt, sloot De Jager niet uit.
Nadat het kabinet-Rutte bij de onderhandelingen over de begroting voor 2013 was gevallen, nam De Jager het initiatief om een noodbegroting op te stellen, in overleg met een aantal Tweede Kamerfracties. Dit mondde uit in het zogeheten Lenteakkoord (aanvankelijk door diverse media aangeduid als het 'wandelgangenakkoord'), waarin een groot aantal bezuinigingen werden afgesproken om te voldoen aan de zogenoemde 3%-norm van de Europese Unie.

## Onderscheidingen
- Officier in de Orde van Oranje-Nassau (Nederland, 2012)[12]

## Privé
In mei 2011 vertelde De Jager in een interview met De Telegraaf dat hij een vriend heeft. Naast Gerda Verburg en Joop Wijn is hij hiermee de derde CDA-minister die openlijk voor zijn homoseksualiteit uitkomt. Hij is de eerste CDA'er die tijdens zijn actieve politieke loopbaan 'uit de kast' komt.
- International Standard Name Identifier: 0000 0003 9094 914X
- Nederlandse Thesaurus van Auteursnamen: 325602867
- Parlement.com: vhia2qep44vn
- Virtual International Authority File: 284657062
- WorldCat: E39PBJtRJwD3WqQdTp7dt8rTHC